# Amateurpornografie
Amateurpornografie is pornografie die niet door een bedrijf maar door mensen in eigen beheer wordt gemaakt.
Amateurpornografie kan een persoonlijke hobby of een liefhebberij vormen. Ook kan het voor de amateur-acteurs een bijverdienste vormen. De stijl van dergelijke opnames wordt in professionele pornoproducties ook wel nageaapt om bijvoorbeeld authenticiteit te suggereren. Een deel van de amateurpornografie betreft ook voyeuristisch materiaal dat zonder toestemming is gemaakt, bijvoorbeeld met spycams in de badkamer of slaapkamer.
Amateurpornografie is te herkennen aan slechte belichting en slordige of alledaagse achtergronden. Ook zijn de acteurs alledaagser dan de modellen die in pornofilms meespelen. Veel mensen hebben om die reden een voorkeur voor amateurpornografie: het geeft de werkelijkheid beter weer terwijl professionele pornografie gekunsteld kan overkomen en ook een onrealistischer beeld van erotiek geeft (strakke lichamen, grote borsten, gespierde torso's, overdreven seksueel gedrag etc.).

## Privepornografie

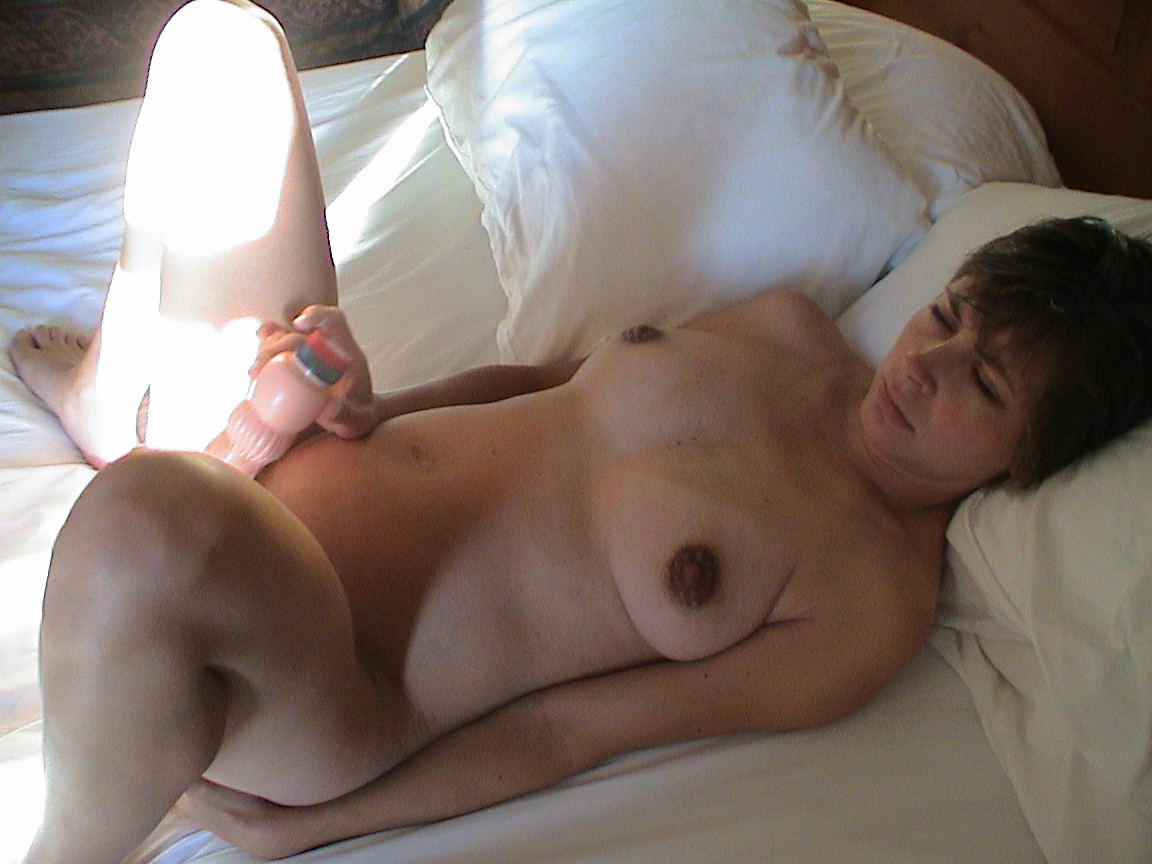
Aan belichting en de slordigheid van de omgeving is te zien dat het bij deze foto om een amateuropname gaat

Opnames kunnen ook gemaakt worden puur voor privédoeleinden. Het risico van privépornografie is dat men, wanneer het materiaal is vastgelegd, er kans is dat het verspreid raakt. Kwaadwilligheid, balorigheid, nalatigheid of wraakmotieven kunnen er toe leiden dat het materiaal zonder toestemming alsnog vrijelijk verspreid wordt. Zogenaamde 'wraakpornografie' is erotisch materiaal dat in goed vertrouwen is gemaakt met het oogmerk het slechts tussen beide partners te delen, maar dat na het stuklopen van de relatie uit wraak online wordt geplaatst. Dit kan weer gevolgen hebben voor de persoonlijke reputatie en carrière.
Zonder toestemming van de auteurs en acteurs is het verspreiden van dergelijk materiaal schending van persoonlijkheidsrechten en in veel landen strafbaar. Het kan strafbaar zijn onder noemers als smaad en schending van de privacy. Wanneer het heimelijk gemaakte voyeuristische pornografie betreft (bijvoorbeeld met spycams) kan het mogelijk zijn als ontucht of aanranding (dwang middels een feitelijkheid) omdat iemand tegen zijn of haar wil tot seksobject wordt gemaakt. Opnames van minderjarigen, ook door de minderjarigen zelf gemaakt (bijvoorbeeld een 17-jarig stel dat erotische opnames van elkaar maakt), gelden volgens de meeste wettelijke definities als kinderporno. Tevens wordt in veel landen overwogen wraakpornografie separaat strafbaar te stellen.
Niet altijd is duidelijk of een video-opname echt gestolen is of dat deze moedwillig is uitgelekt om publiciteit te verwerven of als vorm van exhibitionisme.